# WTA Tour 2003
Il WTA Tour 2003 è iniziato il 30 dicembre 2002 con il Mondial Australian Women's Hardcourts 2003 e l'ASB Classic 2003 e si è concluso con la finale del WTA Tour Championships 2003.
Il WTA Tour è una serie di tornei femminili di tennis 
organizzati dalla WTA. Questa include i tornei del Grande Slam (organizzati in collaborazione con la International Tennis Federation (ITF)), il WTA Tour Championships e i tornei delle categorie Tier I, Tier II, Tier III, Tier IV e Tier V.

## Gennaio
| Settimana        | Torneo                                                                                      | Categoria   | Vincitrici                                              | Finaliste                           | Semifinaliste                          | Eliminate ai quarti                                                              |
| ---------------- | ------------------------------------------------------------------------------------------- | ----------- | ------------------------------------------------------- | ----------------------------------- | -------------------------------------- | -------------------------------------------------------------------------------- |
| 30 dicembre 2002 | Mondial Australian Women's Hardcourts 2003 Gold Coast, Australia Cemento Singolare - Doppio | Tier III    | Nathalie Dechy 6–3, 3–6, 6–3                            | Marie-Gaïané Mikaelian              | Patty Schnyder Elena Bovina            | Meghann Shaughnessy María Antonia Sánchez Lorenzo Tathiana Garbin Barbara Schett |
| 30 dicembre 2002 | Mondial Australian Women's Hardcourts 2003 Gold Coast, Australia Cemento Singolare - Doppio | Tier III    | Svetlana Kuznecova Martina Navrátilová 6–4, 6–4         | Nathalie Dechy Émilie Loit          | Patty Schnyder Elena Bovina            | Meghann Shaughnessy María Antonia Sánchez Lorenzo Tathiana Garbin Barbara Schett |
| 30 dicembre 2002 | ASB Classic 2003 Auckland, Nuova Zelanda Cemento Singolare - Doppio                         | Tier IV     | Eléni Daniilídou 6–4, 4–6, 7–6(2)                       | Cho Yoon-jeong                      | Anna Smashnova Emmanuelle Gagliardi    | Jill Craybas Vera Zvonarëva Laura Granville Paola Suárez                         |
| 30 dicembre 2002 | ASB Classic 2003 Auckland, Nuova Zelanda Cemento Singolare - Doppio                         | Tier IV     | Teryn Ashley Abigail Spears 6–2, 2–6, 6–0               | Cara Black Elena Lichovceva         | Anna Smashnova Emmanuelle Gagliardi    | Jill Craybas Vera Zvonarëva Laura Granville Paola Suárez                         |
| 6 gennaio        | Adidas International 2003 Sydney, Australia Cemento Singolare - Doppio                      | Tier II     | Kim Clijsters 6–4, 6–3                                  | Lindsay Davenport                   | Tat'jana Panova Justine Henin-Hardenne | Ol'ga Barabanščikova Daniela Hantuchová Amanda Coetzer Chanda Rubin              |
| 6 gennaio        | Adidas International 2003 Sydney, Australia Cemento Singolare - Doppio                      | Tier II     | Kim Clijsters Ai Sugiyama 6–3, 6–3                      | Conchita Martínez Rennae Stubbs     | Tat'jana Panova Justine Henin-Hardenne | Ol'ga Barabanščikova Daniela Hantuchová Amanda Coetzer Chanda Rubin              |
| 6 gennaio        | Tasmanian International 2003 Hobart, Australia Cemento Singolare - Doppio                   | Tier V      | Alicia Molik 6–2, 4–6, 6–4                              | Amy Frazier                         | Iveta Benešová Elena Lichovceva        | Vera Zvonarëva Shinobu Asagoe Jill Craybas Angelika Roesch                       |
| 6 gennaio        | Tasmanian International 2003 Hobart, Australia Cemento Singolare - Doppio                   | Tier V      | Cara Black Elena Lichovceva 7–5, 7–6(1)                 | Barbara Schett Patricia Wartusch    | Iveta Benešová Elena Lichovceva        | Vera Zvonarëva Shinobu Asagoe Jill Craybas Angelika Roesch                       |
| 6 gennaio        | Canberra Women's Classic 2003 Canberra, Australia Cemento Singolare - Doppio                | Tier V      | Meghann Shaughnessy 6–1, 6–1                            | Francesca Schiavone                 | Marion Bartoli Émilie Loit             | Marlene Weingärtner Adriana Serra Zanetti Flavia Pennetta Magüi Serna            |
| 6 gennaio        | Canberra Women's Classic 2003 Canberra, Australia Cemento Singolare - Doppio                | Tier V      | Tathiana Garbin Émilie Loit 6–3, 3–6, 6–4               | Dája Bedáňová Dinara Safina         | Marion Bartoli Émilie Loit             | Marlene Weingärtner Adriana Serra Zanetti Flavia Pennetta Magüi Serna            |
| 13 gennaio       | Australian Open 2003 Melbourne, Australia Cemento Singolare - Doppio - Doppio misto         | Grande Slam | Serena Williams 7–6(4), 3–6, 6–4                        | Venus Williams                      | Kim Clijsters Justine Henin-Hardenne   | Meghann Shaughnessy Anastasija Myskina Virginia Ruano Pascual Daniela Hantuchová |
| 13 gennaio       | Australian Open 2003 Melbourne, Australia Cemento Singolare - Doppio - Doppio misto         | Grande Slam | Serena Williams Venus Williams 4–6, 6–4, 6–3            | Virginia Ruano Pascual Paola Suárez | Kim Clijsters Justine Henin-Hardenne   | Meghann Shaughnessy Anastasija Myskina Virginia Ruano Pascual Daniela Hantuchová |
| 13 gennaio       | Australian Open 2003 Melbourne, Australia Cemento Singolare - Doppio - Doppio misto         | Grande Slam | Doppio Misto: Leander Paes Martina Navrátilová 6–4, 7–5 | Todd Woodbridge Eléni Daniilídou    | Kim Clijsters Justine Henin-Hardenne   | Meghann Shaughnessy Anastasija Myskina Virginia Ruano Pascual Daniela Hantuchová |
| 27 gennaio       | Toray Pan Pacific Open 2003 Tokyo, Giappone Sintetico indoor Singolare - Doppio             | Tier I      | Lindsay Davenport 6(6)–7, 6–1, 6–2                      | Monica Seles                        | Chanda Rubin Lisa Raymond              | Lina Krasnoruckaja Elena Dement'eva Tamarine Tanasugarn Jelena Dokić             |
| 27 gennaio       | Toray Pan Pacific Open 2003 Tokyo, Giappone Sintetico indoor Singolare - Doppio             | Tier I      | Elena Bovina Rennae Stubbs 6–3, 6–4                     | Lindsay Davenport Lisa Raymond      | Chanda Rubin Lisa Raymond              | Lina Krasnoruckaja Elena Dement'eva Tamarine Tanasugarn Jelena Dokić             |

## Febbraio
| Settimana   | Torneo                                                                                | Categoria | Vincitrici                                         | Finaliste                            | Semifinaliste                             | Eliminate ai quarti                                                        |
| ----------- | ------------------------------------------------------------------------------------- | --------- | -------------------------------------------------- | ------------------------------------ | ----------------------------------------- | -------------------------------------------------------------------------- |
| 3 febbraio  | Open Gaz de France 2003 Parigi, Francia Cemento (indoor) Singolare - Doppio           | Tier II   | Serena Williams 6–3, 6–2                           | Amélie Mauresmo                      | Eléni Daniilídou Elena Dement'eva         | Janette Husárová Jelena Dokić Magüi Serna Daniela Hantuchová               |
| 3 febbraio  | Open Gaz de France 2003 Parigi, Francia Cemento (indoor) Singolare - Doppio           | Tier II   | Barbara Schett Patty Schnyder 2–6, 6–2, 7–6(5)     | Marion Bartoli Stéphanie Cohen-Aloro | Eléni Daniilídou Elena Dement'eva         | Janette Husárová Jelena Dokić Magüi Serna Daniela Hantuchová               |
| 3 febbraio  | Hyderabad Open 2003 Hyderabad, India Cemento Singolare - Doppio                       | Tier IV   | Tamarine Tanasugarn 6–4, 6–4                       | Iroda Tulyaganova                    | Akiko Morigami Flavia Pennetta            | Silvija Talaja Tzipora Obziler Mary Pierce Marija Kirilenko                |
| 3 febbraio  | Hyderabad Open 2003 Hyderabad, India Cemento Singolare - Doppio                       | Tier IV   | Elena Lichovceva Iroda Tulyaganova 6–4, 6–4        | Evgenija Kulikovskaja Tat'jana Puček | Akiko Morigami Flavia Pennetta            | Silvija Talaja Tzipora Obziler Mary Pierce Marija Kirilenko                |
| 10 febbraio | Proximus Diamond Games 2003 Anversa, Belgio Cemento (indoor) Singolare - Doppio       | Tier II   | Venus Williams 6–2, 6–4                            | Kim Clijsters                        | Daniela Hantuchová Justine Henin-Hardenne | Tina Pisnik Nathalie Dechy Ai Sugiyama Patty Schnyder                      |
| 10 febbraio | Proximus Diamond Games 2003 Anversa, Belgio Cemento (indoor) Singolare - Doppio       | Tier II   | Kim Clijsters Ai Sugiyama 6–2, 6–0                 | Nathalie Dechy Émilie Loit           | Daniela Hantuchová Justine Henin-Hardenne | Tina Pisnik Nathalie Dechy Ai Sugiyama Patty Schnyder                      |
| 10 febbraio | Qatar Total Open 2003 Doha, Qatar Cemento Singolare - Doppio                          | Tier III  | Anastasija Myskina 6–3, 6–1                        | Elena Lichovceva                     | Lina Krasnoruckaja Patricia Wartusch      | Conchita Martínez Magdalena Maleeva Nicole Pratt Dinara Safina             |
| 10 febbraio | Qatar Total Open 2003 Doha, Qatar Cemento Singolare - Doppio                          | Tier III  | Janet Lee Wynne Prakusya 6–1, 6–3                  | María Vento-Kabchi Angelique Widjaja | Lina Krasnoruckaja Patricia Wartusch      | Conchita Martínez Magdalena Maleeva Nicole Pratt Dinara Safina             |
| 17 febbraio | Dubai Tennis Championships 2003 Dubai, Emirati Arabi Uniti Cemento Singolare - Doppio | Tier II   | Justine Henin-Hardenne 4–6, 7–6(4), 7–5            | Monica Seles                         | Jennifer Capriati Amélie Mauresmo         | Anastasija Myskina Conchita Martínez Iroda Tulyaganova Lina Krasnoruckaja  |
| 17 febbraio | Dubai Tennis Championships 2003 Dubai, Emirati Arabi Uniti Cemento Singolare - Doppio | Tier II   | Svetlana Kuznecova Martina Navrátilová 6–3, 7–6(7) | Cara Black Elena Lichovceva          | Jennifer Capriati Amélie Mauresmo         | Anastasija Myskina Conchita Martínez Iroda Tulyaganova Lina Krasnoruckaja  |
| 17 febbraio | Cellular South Cup Memphis, USA Cemento (indoor) Singolare - Doppio                   | Tier III  | Lisa Raymond 6–3, 6–2                              | Amanda Coetzer                       | Laura Granville Cho Yoon-jeong            | Silvia Farina Elia Stéphanie Foretz Gacon Saori Obata Carly Gullickson     |
| 17 febbraio | Cellular South Cup Memphis, USA Cemento (indoor) Singolare - Doppio                   | Tier III  | Akiko Morigami Saori Obata 6–1, 6–1                | Alina Židkova Bryanne Stewart        | Laura Granville Cho Yoon-jeong            | Silvia Farina Elia Stéphanie Foretz Gacon Saori Obata Carly Gullickson     |
| 17 febbraio | Copa Colsanitas 2003 Bogotà, Colombia Terra rossa Singolare - Doppio                  | Tier III  | Fabiola Zuluaga 6–3, 6–2                           | Anabel Medina Garrigues              | Paola Suárez Katarina Srebotnik           | Conchita Martínez Granados Katalin Marosi Catalina Castaño Flavia Pennetta |
| 17 febbraio | Copa Colsanitas 2003 Bogotà, Colombia Terra rossa Singolare - Doppio                  | Tier III  | Katarina Srebotnik Åsa Svensson 6–2, 6–1           | Tina Križan Tetjana Perebyjnis       | Paola Suárez Katarina Srebotnik           | Conchita Martínez Granados Katalin Marosi Catalina Castaño Flavia Pennetta |
| 24 febbraio | State Farm Women's Tennis Classic 2003 Scottsdale, USA Cemento Singolare - Doppio     | Tier II   | Ai Sugiyama 3–6, 7–5, 6–4                          | Kim Clijsters                        | Alexandra Stevenson Meghann Shaughnessy   | Nathalie Dechy Eléni Daniilídou Francesca Schiavone Laura Granville        |
| 24 febbraio | State Farm Women's Tennis Classic 2003 Scottsdale, USA Cemento Singolare - Doppio     | Tier II   | Kim Clijsters Ai Sugiyama 6–1, 6–4                 | Lindsay Davenport Lisa Raymond       | Alexandra Stevenson Meghann Shaughnessy   | Nathalie Dechy Eléni Daniilídou Francesca Schiavone Laura Granville        |
| 24 febbraio | Abierto Mexicano de Tenis 2003 Acapulco, Messico Terra rossa Singolare - Doppio       | Tier III  | Amanda Coetzer 7–5, 6–3                            | Mariana Díaz Oliva                   | Shinobu Asagoe Émilie Loit                | Cristina Torrens Valero Alena Vašková Petra Mandula Flavia Pennetta        |
| 24 febbraio | Abierto Mexicano de Tenis 2003 Acapulco, Messico Terra rossa Singolare - Doppio       | Tier III  | Émilie Loit Åsa Svensson 6–3, 6–1                  | Petra Mandula Patricia Wartusch      | Shinobu Asagoe Émilie Loit                | Cristina Torrens Valero Alena Vašková Petra Mandula Flavia Pennetta        |

## Marzo
| Settimana | Torneo                                                                               | Categoria | Vincitrici                                      | Finaliste                        | Semifinaliste                       | Eliminate ai quarti                                                        |
| --------- | ------------------------------------------------------------------------------------ | --------- | ----------------------------------------------- | -------------------------------- | ----------------------------------- | -------------------------------------------------------------------------- |
| 3 marzo   | Indian Wells Open 2003 Indian Wells, USA Cemento Singolare - Doppio                  | Tier I    | Kim Clijsters 6–4, 7–5                          | Lindsay Davenport                | Conchita Martínez Jennifer Capriati | Chanda Rubin Amanda Coetzer Amélie Mauresmo Vera Zvonarëva                 |
| 3 marzo   | Indian Wells Open 2003 Indian Wells, USA Cemento Singolare - Doppio                  | Tier I    | Lindsay Davenport Lisa Raymond 2–6, 6–2, 7–6(5) | Kim Clijsters Ai Sugiyama        | Conchita Martínez Jennifer Capriati | Chanda Rubin Amanda Coetzer Amélie Mauresmo Vera Zvonarëva                 |
| 17 marzo  | NASDAQ-100 Open 2003 Miami, USA Cemento Singolare - Doppio                           | Tier I    | Serena Williams 4–6, 6–4, 6–1                   | Jennifer Capriati                | Kim Clijsters Chanda Rubin          | Marion Bartoli Jelena Dokić Justine Henin-Hardenne Meghann Shaughnessy     |
| 17 marzo  | NASDAQ-100 Open 2003 Miami, USA Cemento Singolare - Doppio                           | Tier I    | Liezel Huber Magdalena Maleeva 6–4, 3–6, 7–5    | Shinobu Asagoe Nana Miyagi       | Kim Clijsters Chanda Rubin          | Marion Bartoli Jelena Dokić Justine Henin-Hardenne Meghann Shaughnessy     |
| 31 marzo  | Sarasota Clay Court Classic 2003 Sarasota, USA Terra verde Singolare - Doppio        | Tier IV   | Anastasija Myskina 6–4, 6–1                     | Alicia Molik                     | Iva Majoli Nathalie Dechy           | Paola Suárez Clarisa Fernández Ansley Cargill Elena Dement'eva             |
| 31 marzo  | Sarasota Clay Court Classic 2003 Sarasota, USA Terra verde Singolare - Doppio        | Tier IV   | Liezel Huber Martina Navrátilová 7–6(8), 6–3    | Shinobu Asagoe Nana Miyagi       | Iva Majoli Nathalie Dechy           | Paola Suárez Clarisa Fernández Ansley Cargill Elena Dement'eva             |
| 31 marzo  | Grand Prix SAR La Princesse Lalla Meryem 2003 Casablanca, Marocco Singolare - Doppio | Tier V    | Rita Grande 6–2, 4–6, 6–1                       | Antonella Serra Zanetti          | Ľudmila Cervanová Marta Marrero     | Gala León García Anastasija Rodionova Henrieta Nagyová Ľubomíra Kurhajcová |
| 31 marzo  | Grand Prix SAR La Princesse Lalla Meryem 2003 Casablanca, Marocco Singolare - Doppio | Tier V    | Gisela Dulko María Emilia Salerni 6–3, 6–4      | Henrieta Nagyová Olena Tatarkova | Ľudmila Cervanová Marta Marrero     | Gala León García Anastasija Rodionova Henrieta Nagyová Ľubomíra Kurhajcová |

## Aprile
| Settimana | Torneo                                                                             | Categoria | Vincitrici                                          | Finaliste                                     | Semifinaliste                                   | Eliminate ai quarti                                                 |
| --------- | ---------------------------------------------------------------------------------- | --------- | --------------------------------------------------- | --------------------------------------------- | ----------------------------------------------- | ------------------------------------------------------------------- |
| 7 aprile  | Family Circle Cup 2003 Charleston, USA Terra verde Singolare - Doppio              | Tier I    | Justine Henin-Hardenne 6–3, 6–4                     | Serena Williams                               | Lindsay Davenport Ashley Harkleroad             | Jelena Dokić Vera Zvonarëva Daniela Hantuchová Mary Pierce          |
| 7 aprile  | Family Circle Cup 2003 Charleston, USA Terra verde Singolare - Doppio              | Tier I    | Virginia Ruano Pascual Paola Suárez 6–0, 6–3        | Janette Husárová Conchita Martínez            | Lindsay Davenport Ashley Harkleroad             | Jelena Dokić Vera Zvonarëva Daniela Hantuchová Mary Pierce          |
| 7 aprile  | Estoril Open 2003 Oeiras, Portogallo Terra rossa Singolare - Doppio                | Tier IV   | Magüi Serna 6–4, 6–1                                | Julia Schruff                                 | Emmanuelle Gagliardi Virginie Razzano           | Ľudmila Cervanová Silvija Talaja Gisela Dulko Stéphanie Cohen-Aloro |
| 7 aprile  | Estoril Open 2003 Oeiras, Portogallo Terra rossa Singolare - Doppio                | Tier IV   | Petra Mandula Patricia Wartusch 6(3)–7, 7–6(3), 6–2 | Maret Ani Emmanuelle Gagliardi                | Emmanuelle Gagliardi Virginie Razzano           | Ľudmila Cervanová Silvija Talaja Gisela Dulko Stéphanie Cohen-Aloro |
| 14 aprile | Bausch & Lomb Championships 2003 Amelia Island, USA Terra verde Singolare - Doppio | Tier II   | Elena Dement'eva 4–6, 7–5, 6–3                      | Lindsay Davenport                             | Justine Henin-Hardenne Jennifer Capriati        | Monica Seles Daniela Hantuchová Lisa Raymond Patty Schnyder         |
| 14 aprile | Bausch & Lomb Championships 2003 Amelia Island, USA Terra verde Singolare - Doppio | Tier II   | Lindsay Davenport Lisa Raymond 7–5, 6–2             | Virginia Ruano Pascual Paola Suárez           | Justine Henin-Hardenne Jennifer Capriati        | Monica Seles Daniela Hantuchová Lisa Raymond Patty Schnyder         |
| 14 aprile | Tippmix Budapest Grand Prix 2003 Budapest, Ungheria Terra rossa Singolare - Doppio | Tier V    | Magüi Serna 3–6, 7–5, 6–4                           | Alicia Molik                                  | María Antonia Sánchez Lorenzo Ľudmila Cervanová | Jelena Janković Jarmila Gajdošová Iveta Benešová Petra Mandula      |
| 14 aprile | Tippmix Budapest Grand Prix 2003 Budapest, Ungheria Terra rossa Singolare - Doppio | Tier V    | Petra Mandula Olena Tatarkova 6–3, 6–1              | Conchita Martínez Granados Tetjana Perebyjnis | María Antonia Sánchez Lorenzo Ľudmila Cervanová | Jelena Janković Jarmila Gajdošová Iveta Benešová Petra Mandula      |
| 28 aprile | Warsaw Open 2003 Varsavia, Polonia Terra rossa Singolare - Doppio                  | Tier II   | Amélie Mauresmo 6(6)–7, 6–0, 3–0 rit.               | Venus Williams                                | Denisa Chládková Jelena Dokić                   | Francesca Schiavone Fabiola Zuluaga Magüi Serna Anna Smashnova      |
| 28 aprile | Warsaw Open 2003 Varsavia, Polonia Terra rossa Singolare - Doppio                  | Tier II   | Liezel Huber Magdalena Maleeva 3–6, 6–4, 6–2        | Eléni Daniilídou Francesca Schiavone          | Denisa Chládková Jelena Dokić                   | Francesca Schiavone Fabiola Zuluaga Magüi Serna Anna Smashnova      |
| 28 aprile | Croatian Bol Ladies Open 2003 Bol, Croazia Terra rossa Singolare - Doppio          | Tier III  | Vera Zvonarëva 6–1, 6–3                             | Conchita Martínez Granados                    | Samantha Reeves María Antonia Sánchez Lorenzo   | Gala León García Ľudmila Cervanová Tathiana Garbin Silvija Talaja   |
| 28 aprile | Croatian Bol Ladies Open 2003 Bol, Croazia Terra rossa Singolare - Doppio          | Tier III  | Petra Mandula Patricia Wartusch 6–3, 6–2            | Emmanuelle Gagliardi Patty Schnyder           | Samantha Reeves María Antonia Sánchez Lorenzo   | Gala León García Ľudmila Cervanová Tathiana Garbin Silvija Talaja   |

## Maggio
| Settimana | Torneo                                                                      | Categoria   | Vincitrici                                           | Finaliste                           | Semifinaliste                     | Eliminate ai quarti                                                  |
| --------- | --------------------------------------------------------------------------- | ----------- | ---------------------------------------------------- | ----------------------------------- | --------------------------------- | -------------------------------------------------------------------- |
| 5 maggio  | WTA German Open 2003 Berlino, Germania Terra rossa Singolare - Doppio       | Tier I      | Justine Henin-Hardenne 6–4, 4–6, 7–5                 | Kim Clijsters                       | Jennifer Capriati Amélie Mauresmo | Daniela Hantuchová Elena Lichovceva Iroda Tulyaganova Vera Zvonarëva |
| 5 maggio  | WTA German Open 2003 Berlino, Germania Terra rossa Singolare - Doppio       | Tier I      | Virginia Ruano Pascual Paola Suárez 6–3, 4–6, 6–4    | Kim Clijsters Ai Sugiyama           | Jennifer Capriati Amélie Mauresmo | Daniela Hantuchová Elena Lichovceva Iroda Tulyaganova Vera Zvonarëva |
| 12 maggio | Internazionali d'Italia 2003 Roma, Italia Terra rossa Singolare - Doppio    | Tier I      | Kim Clijsters 3–6, 7–6(3), 6–0                       | Amélie Mauresmo                     | Serena Williams Ai Sugiyama       | Conchita Martínez Jennifer Capriati Tina Pisnik Anastasija Myskina   |
| 12 maggio | Internazionali d'Italia 2003 Roma, Italia Terra rossa Singolare - Doppio    | Tier I      | Svetlana Kuznecova Martina Navrátilová 6–4, 5–7, 6–2 | Jelena Dokić Nadia Petrova          | Serena Williams Ai Sugiyama       | Conchita Martínez Jennifer Capriati Tina Pisnik Anastasija Myskina   |
| 19 maggio | Internationaux de Strasbourg 2003 Strasburgo, Francia Singolare - Doppio    | Tier III    | Silvia Farina Elia 6–3, 4–6, 6–4                     | Karolina Šprem                      | Vera Zvonarëva Ashley Harkleroad  | Maja Matevžič Marion Bartoli Émilie Loit Anastasija Myskina          |
| 19 maggio | Internationaux de Strasbourg 2003 Strasburgo, Francia Singolare - Doppio    | Tier III    | Sonya Jeyaseelan Maja Matevžič 6–4, 6–4              | Laura Granville Jelena Kostanić     | Vera Zvonarëva Ashley Harkleroad  | Maja Matevžič Marion Bartoli Émilie Loit Anastasija Myskina          |
| 19 maggio | Madrid Open 2003 Madrid, Spagna Terra rossa Singolare - Doppio              | Tier III    | Chanda Rubin 6–4, 5–7, 6–4                           | María Antonia Sánchez Lorenzo       | Iroda Tulyaganova Barbara Schett  | Paola Suárez Cara Black Clarisa Fernández Emmanuelle Gagliardi       |
| 19 maggio | Madrid Open 2003 Madrid, Spagna Terra rossa Singolare - Doppio              | Tier III    | Jill Craybas Liezel Huber 6–4, 7–6(6)                | Rita Grande Angelique Widjaja       | Iroda Tulyaganova Barbara Schett  | Paola Suárez Cara Black Clarisa Fernández Emmanuelle Gagliardi       |
| 26 maggio | Open di Francia 2003 Parigi, Francia Terra rossa Singolare - Doppio - Misto | Grande Slam | Justine Henin-Hardenne 6–0, 6–4                      | Kim Clijsters                       | Serena Williams Nadia Petrova     | Amélie Mauresmo Chanda Rubin Vera Zvonarëva Conchita Martínez        |
| 26 maggio | Open di Francia 2003 Parigi, Francia Terra rossa Singolare - Doppio - Misto | Grande Slam | Kim Clijsters Ai Sugiyama 6(5)–7, 6–2, 9–7           | Virginia Ruano Pascual Paola Suárez | Serena Williams Nadia Petrova     | Amélie Mauresmo Chanda Rubin Vera Zvonarëva Conchita Martínez        |
| 26 maggio | Open di Francia 2003 Parigi, Francia Terra rossa Singolare - Doppio - Misto | Grande Slam | Doppio Misto: Mike Bryan Lisa Raymond 6–3, 6–4       | Mahesh Bhupathi Elena Lichovceva    | Serena Williams Nadia Petrova     | Amélie Mauresmo Chanda Rubin Vera Zvonarëva Conchita Martínez        |

## Giugno
| Settimana | Torneo                                                                                    | Categoria   | Vincitrici                                              | Finaliste                           | Semifinaliste                        | Eliminate ai quarti                                                            |
| --------- | ----------------------------------------------------------------------------------------- | ----------- | ------------------------------------------------------- | ----------------------------------- | ------------------------------------ | ------------------------------------------------------------------------------ |
| 9 giugno  | DFS Classic 2003 Birmingham, Gran Bretagna Erba Singolare - Doppio                        | Tier III    | Magdalena Maleeva 6–1, 6–4                              | Shinobu Asagoe                      | Marija Šarapova Eléni Daniilídou     | Elena Dement'eva María Vento-Kabchi Stéphanie Foretz Gacon Tamarine Tanasugarn |
| 9 giugno  | DFS Classic 2003 Birmingham, Gran Bretagna Erba Singolare - Doppio                        | Tier III    | Els Callens Meilen Tu 7–5, 6–4                          | Alicia Molik Martina Navrátilová    | Marija Šarapova Eléni Daniilídou     | Elena Dement'eva María Vento-Kabchi Stéphanie Foretz Gacon Tamarine Tanasugarn |
| 9 giugno  | WTA Austrian Open 2003 Vienna, Austria Singolare - Doppio                                 | Tier III    | Paola Suárez 7–6(0), 2–6, 6–4                           | Karolina Šprem                      | Anca Barna Vera Zvonarëva            | Jelena Dokić Silvia Farina Elia Denisa Chládková Maja Matevžič                 |
| 9 giugno  | WTA Austrian Open 2003 Vienna, Austria Singolare - Doppio                                 | Tier III    | Li Ting Sun Tiantian 6–3, 6–4                           | Yan Zi Zheng Jie                    | Anca Barna Vera Zvonarëva            | Jelena Dokić Silvia Farina Elia Denisa Chládková Maja Matevžič                 |
| 16 giugno | International Women's Open 2003 Eastbourne, Gran Bretagna Erba Singolare - Doppio         | Tier II     | Chanda Rubin 6–4, 3–6, 6–4                              | Conchita Martínez                   | Silvia Farina Elia Jennifer Capriati | Magdalena Maleeva Daniela Hantuchová Nathalie Dechy Anna Smashnova             |
| 16 giugno | International Women's Open 2003 Eastbourne, Gran Bretagna Erba Singolare - Doppio         | Tier II     | Lindsay Davenport Lisa Raymond 6–3, 6–2                 | Jennifer Capriati Magüi Serna       | Silvia Farina Elia Jennifer Capriati | Magdalena Maleeva Daniela Hantuchová Nathalie Dechy Anna Smashnova             |
| 16 giugno | Ordina Open 2003 's-Hertogenbosch, Paesi Bassi Erba Singolare - Doppio                    | Tier III    | Kim Clijsters 6(4)–7, 3–0 rit.                          | Justine Henin-Hardenne              | Barbara Rittner Nadia Petrova        | Tina Pisnik Iroda Tulyaganova Elena Dement'eva Ľudmila Cervanová               |
| 16 giugno | Ordina Open 2003 's-Hertogenbosch, Paesi Bassi Erba Singolare - Doppio                    | Tier III    | Elena Dement'eva Lina Krasnoruckaja 2–6, 6–3, 6–4       | Nadia Petrova Mary Pierce           | Barbara Rittner Nadia Petrova        | Tina Pisnik Iroda Tulyaganova Elena Dement'eva Ľudmila Cervanová               |
| 23 giugno | Torneo di Wimbledon 2003 Wimbledon, Londra, Gran Bretagna Erba Singolare - Doppio - Misto | Grande Slam | Serena Williams 4–6, 6–4, 6–2                           | Venus Williams                      | Justine Henin-Hardenne Kim Clijsters | Jennifer Capriati Svetlana Kuznecova Lindsay Davenport Silvia Farina Elia      |
| 23 giugno | Torneo di Wimbledon 2003 Wimbledon, Londra, Gran Bretagna Erba Singolare - Doppio - Misto | Grande Slam | Kim Clijsters Ai Sugiyama 6–4, 6–4                      | Virginia Ruano Pascual Paola Suárez | Justine Henin-Hardenne Kim Clijsters | Jennifer Capriati Svetlana Kuznecova Lindsay Davenport Silvia Farina Elia      |
| 23 giugno | Torneo di Wimbledon 2003 Wimbledon, Londra, Gran Bretagna Erba Singolare - Doppio - Misto | Grande Slam | Doppio Misto: Leander Paes Martina Navrátilová 6–3, 6–3 | Andy Ram Anastasija Rodionova       | Justine Henin-Hardenne Kim Clijsters | Jennifer Capriati Svetlana Kuznecova Lindsay Davenport Silvia Farina Elia      |

## Luglio
| Settimana | Torneo                                                                                  | Categoria | Vincitrici                                    | Finaliste                                          | Semifinaliste                             | Eliminate ai quarti                                                 |
| --------- | --------------------------------------------------------------------------------------- | --------- | --------------------------------------------- | -------------------------------------------------- | ----------------------------------------- | ------------------------------------------------------------------- |
| 7 luglio  | Internazionali Femminili di Palermo 2003 Palermo, Italia Terra rossa Singolare - Doppio | Tier V    | Dinara Safina 6–3, 6–4                        | Katarina Srebotnik                                 | Ľudmila Cervanová Anabel Medina Garrigues | Henrieta Nagyová Francesca Schiavone Juliana Fedak Virginie Razzano |
| 7 luglio  | Internazionali Femminili di Palermo 2003 Palermo, Italia Terra rossa Singolare - Doppio | Tier V    | Adriana Serra Zanetti Emily Stellato 6–4, 6–2 | María José Martínez Sánchez Arantxa Parra Santonja | Ľudmila Cervanová Anabel Medina Garrigues | Henrieta Nagyová Francesca Schiavone Juliana Fedak Virginie Razzano |
| 21 luglio | Bank of the West Classic 2003 Stanford, USA Cemento Singolare - Doppio                  | Tier II   | Kim Clijsters 4–6, 6–4, 6–2                   | Jennifer Capriati                                  | María Vento-Kabchi Francesca Schiavone    | Lisa Raymond Jelena Dokić Amy Frazier Marie-Gaïané Mikaelian        |
| 21 luglio | Bank of the West Classic 2003 Stanford, USA Cemento Singolare - Doppio                  | Tier II   | Cara Black Lisa Raymond 7–6(5), 6–1           | Cho Yoon-jeong Francesca Schiavone                 | María Vento-Kabchi Francesca Schiavone    | Lisa Raymond Jelena Dokić Amy Frazier Marie-Gaïané Mikaelian        |
| 28 luglio | Acura Classic 2003 San Diego, Stati Uniti Cemento Singolare - Doppio                    | Tier II   | Justine Henin-Hardenne 3–6, 6–2, 6–3          | Kim Clijsters                                      | Svetlana Kuznecova Lindsay Davenport      | Elena Lichovceva Nadia Petrova Chanda Rubin Lisa Raymond            |
| 28 luglio | Acura Classic 2003 San Diego, Stati Uniti Cemento Singolare - Doppio                    | Tier II   | Kim Clijsters Ai Sugiyama 6–4, 7–5            | Lindsay Davenport Lisa Raymond                     | Svetlana Kuznecova Lindsay Davenport      | Elena Lichovceva Nadia Petrova Chanda Rubin Lisa Raymond            |
| 28 luglio | Orange Prokom Open 2003 Sopot, Polonia Terra rossa Singolare - Doppio                   | Tier III  | Anna Smashnova 6–2, 6–0                       | Klára Koukalová                                    | Petra Mandula Patty Schnyder              | Anastasija Myskina Jelena Kostanić Dinara Safina Maja Matevžič      |
| 28 luglio | Orange Prokom Open 2003 Sopot, Polonia Terra rossa Singolare - Doppio                   | Tier III  | Tetjana Perebyjnis Silvija Talaja 6–4, 6–2    | Maret Ani Libuše Průšová                           | Petra Mandula Patty Schnyder              | Anastasija Myskina Jelena Kostanić Dinara Safina Maja Matevžič      |

## Agosto
| Settimana | Torneo                                                                          | Categoria   | Vincitrici                                               | Finaliste                              | Semifinaliste                       | Eliminate ai quarti                                                 |
| --------- | ------------------------------------------------------------------------------- | ----------- | -------------------------------------------------------- | -------------------------------------- | ----------------------------------- | ------------------------------------------------------------------- |
| 4 agosto  | East West Bank Classic 2003 Los Angeles, USA Cemento Singolare - Doppio         | Tier II     | Kim Clijsters 6–1, 3–6, 6–1                              | Lindsay Davenport                      | Francesca Schiavone Ai Sugiyama     | Svetlana Kuznecova Nicole Pratt Magdalena Maleeva Amanda Coetzer    |
| 4 agosto  | East West Bank Classic 2003 Los Angeles, USA Cemento Singolare - Doppio         | Tier II     | Mary Pierce Rennae Stubbs 6–3, 6–3                       | Elena Bovina Els Callens               | Francesca Schiavone Ai Sugiyama     | Svetlana Kuznecova Nicole Pratt Magdalena Maleeva Amanda Coetzer    |
| 4 agosto  | Nordea Nordic Light Open 2003 Espoo, Finlandia Cemento Singolare - Doppio       | Tier IV     | Anna Smashnova 4–6, 6–4, 6–0                             | Jelena Kostanić                        | Vera Duševina Karolina Šprem        | Silvija Talaja Melinda Czink Petra Mandula Ľudmila Cervanová        |
| 4 agosto  | Nordea Nordic Light Open 2003 Espoo, Finlandia Cemento Singolare - Doppio       | Tier IV     | Evgenija Kulikovskaja Olena Tatarkova 6–2, 6–4           | Tetjana Perebyjnis Silvija Talaja      | Vera Duševina Karolina Šprem        | Silvija Talaja Melinda Czink Petra Mandula Ľudmila Cervanová        |
| 11 agosto | Canada Masters 2003 Toronto, Canada Cemento Singolare - Doppio                  | Tier I      | Justine Henin-Hardenne 6–1, 6–0                          | Lina Krasnoruckaja                     | Paola Suárez Elena Dement'eva       | Katarina Srebotnik Vera Zvonarëva Amélie Mauresmo Elena Bovina      |
| 11 agosto | Canada Masters 2003 Toronto, Canada Cemento Singolare - Doppio                  | Tier I      | Svetlana Kuznecova Martina Navrátilová 3–6, 6–1, 6–1     | María Vento-Kabchi Angelique Widjaja   | Paola Suárez Elena Dement'eva       | Katarina Srebotnik Vera Zvonarëva Amélie Mauresmo Elena Bovina      |
| 18 agosto | Pilot Pen Tennis 2003 New Haven, USA Cemento Singolare - Doppio                 | Tier II     | Jennifer Capriati 6–2, 4–0 rit.                          | Lindsay Davenport                      | Elena Dement'eva Amélie Mauresmo    | Magüi Serna Cara Black Anna Smashnova Ai Sugiyama                   |
| 18 agosto | Pilot Pen Tennis 2003 New Haven, USA Cemento Singolare - Doppio                 | Tier II     | Virginia Ruano Pascual Paola Suárez 7–6(6), 6–3          | Alicia Molik Magüi Serna               | Elena Dement'eva Amélie Mauresmo    | Magüi Serna Cara Black Anna Smashnova Ai Sugiyama                   |
| 25 agosto | US Open 2003 Flushing Meadows, New York, USA Cemento Singolare - Doppio - Misto | Grande Slam | Justine Henin-Hardenne 7–5, 6–1                          | Kim Clijsters                          | Lindsay Davenport Jennifer Capriati | Amélie Mauresmo Paola Suárez Francesca Schiavone Anastasija Myskina |
| 25 agosto | US Open 2003 Flushing Meadows, New York, USA Cemento Singolare - Doppio - Misto | Grande Slam | Virginia Ruano Pascual Paola Suárez 6–2, 6–3             | Svetlana Kuznecova Martina Navrátilová | Lindsay Davenport Jennifer Capriati | Amélie Mauresmo Paola Suárez Francesca Schiavone Anastasija Myskina |
| 25 agosto | US Open 2003 Flushing Meadows, New York, USA Cemento Singolare - Doppio - Misto | Grande Slam | Doppio Misto: Bob Bryan Katarina Srebotnik 5–7, 7–5, 7–6 | Daniel Nestor Lina Krasnoruckaja       | Lindsay Davenport Jennifer Capriati | Amélie Mauresmo Paola Suárez Francesca Schiavone Anastasija Myskina |

## Settembre
| Settimana    | Torneo                                                                           | Categoria | Vincitrici                                           | Finaliste                         | Semifinaliste                    | Eliminate ai quarti                                                   |
| ------------ | -------------------------------------------------------------------------------- | --------- | ---------------------------------------------------- | --------------------------------- | -------------------------------- | --------------------------------------------------------------------- |
| 8 settembre  | Commonwealth Bank Tennis Classic 2003 Bali, Indonesia Cemento Singolare - Doppio | Tier III  | Elena Dement'eva 6–2, 6–1                            | Chanda Rubin                      | Saori Obata María Vento-Kabchi   | Anca Barna Angelique Widjaja Emmanuelle Gagliardi Tamarine Tanasugarn |
| 8 settembre  | Commonwealth Bank Tennis Classic 2003 Bali, Indonesia Cemento Singolare - Doppio | Tier III  | María Vento-Kabchi Angelique Widjaja 7–5, 6–2        | Émilie Loit Nicole Pratt          | Saori Obata María Vento-Kabchi   | Anca Barna Angelique Widjaja Emmanuelle Gagliardi Tamarine Tanasugarn |
| 15 settembre | China Open 2003 Pechino, Cina Cemento Singolare - Doppio                         | Tier II   | Elena Dement'eva 6–3, 7–6(6)                         | Chanda Rubin                      | Ai Sugiyama Akiko Morigami       | Marija Šarapova Dinara Safina Alicia Molik Anca Barna                 |
| 15 settembre | China Open 2003 Pechino, Cina Cemento Singolare - Doppio                         | Tier II   | Émilie Loit Nicole Pratt 6–3, 6–3                    | Ai Sugiyama Tamarine Tanasugarn   | Ai Sugiyama Akiko Morigami       | Marija Šarapova Dinara Safina Alicia Molik Anca Barna                 |
| 22 settembre | Sparkassen Cup 2003 Lipsia, Germania Sintetico indoor Singolare - Doppio         | Tier II   | Anastasija Myskina 3–6, 6–3, 6–3                     | Justine Henin-Hardenne            | Kim Clijsters María Vento-Kabchi | Patty Schnyder Nadia Petrova Sandra Kleinová Els Callens              |
| 22 settembre | Sparkassen Cup 2003 Lipsia, Germania Sintetico indoor Singolare - Doppio         | Tier II   | Svetlana Kuznecova Martina Navrátilová 3–6, 6–1, 6–3 | Elena Lichovceva Nadia Petrova    | Kim Clijsters María Vento-Kabchi | Patty Schnyder Nadia Petrova Sandra Kleinová Els Callens              |
| 29 settembre | Kremlin Cup 2003 Mosca, Russia Cemento (indoor) Singolare - Doppio               | Tier I    | Anastasija Myskina 6–2, 6–4                          | Amélie Mauresmo                   | Anna Smashnova Elena Dement'eva  | Elena Bovina Eléni Daniilídou Francesca Schiavone Vera Zvonarëva      |
| 29 settembre | Kremlin Cup 2003 Mosca, Russia Cemento (indoor) Singolare - Doppio               | Tier I    | Nadia Petrova Meghann Shaughnessy 6–3, 6–4           | Anastasija Myskina Vera Zvonarëva | Anna Smashnova Elena Dement'eva  | Elena Bovina Eléni Daniilídou Francesca Schiavone Vera Zvonarëva      |
| 29 settembre | Japan Open Tennis Championships 2003 Tokyo, Giappone Cemento Singolare - Doppio  | Tier III  | Marija Šarapova 2–6, 6–2, 7–6(5)                     | Anikó Kapros                      | Arantxa Parra Santonja Zheng Jie | Ai Sugiyama Jill Craybas Claudine Schaul Yan Zi                       |
| 29 settembre | Japan Open Tennis Championships 2003 Tokyo, Giappone Cemento Singolare - Doppio  | Tier III  | Marija Šarapova Tamarine Tanasugarn 7–6(1), 6–0      | Ansley Cargill Ashley Harkleroad  | Arantxa Parra Santonja Zheng Jie | Ai Sugiyama Jill Craybas Claudine Schaul Yan Zi                       |

## Ottobre
| Settimana  | Torneo                                                                                            | Categoria | Vincitrici                                     | Finaliste                           | Semifinaliste                               | Eliminate ai quarti                                                      |
| ---------- | ------------------------------------------------------------------------------------------------- | --------- | ---------------------------------------------- | ----------------------------------- | ------------------------------------------- | ------------------------------------------------------------------------ |
| 6 ottobre  | Porsche Tennis Grand Prix 2003 Filderstadt, Germania Cemento (indoor) Singolare - Doppio          | Tier II   | Kim Clijsters 5–7, 6–4, 6–2                    | Justine Henin-Hardenne              | Mary Pierce Elena Bovina                    | Amélie Mauresmo Magdalena Maleeva Lindsay Davenport Elena Dement'eva     |
| 6 ottobre  | Porsche Tennis Grand Prix 2003 Filderstadt, Germania Cemento (indoor) Singolare - Doppio          | Tier II   | Lisa Raymond Rennae Stubbs 6–2, 6–4            | Cara Black Martina Navrátilová      | Mary Pierce Elena Bovina                    | Amélie Mauresmo Magdalena Maleeva Lindsay Davenport Elena Dement'eva     |
| 6 ottobre  | Tashkent Open 2003 Tashkent, Uzbekistan Cemento Singolare - Doppio                                | Tier IV   | Virginia Ruano Pascual 6–2, 7–6(2)             | Saori Obata                         | Arantxa Parra Santonja Emmanuelle Gagliardi | Ljudmila Skavronskaja Jill Craybas Jelena Kostanić Adriana Serra Zanetti |
| 6 ottobre  | Tashkent Open 2003 Tashkent, Uzbekistan Cemento Singolare - Doppio                                | Tier IV   | Julija Bejhel'zymer Tat'jana Puček 6–3, 7–6(0) | Li Ting Sun Tiantian                | Arantxa Parra Santonja Emmanuelle Gagliardi | Ljudmila Skavronskaja Jill Craybas Jelena Kostanić Adriana Serra Zanetti |
| 13 ottobre | Open di Zurigo 2003 Zurigo, Svizzera Cemento Singolare - Doppio                                   | Tier I    | Justine Henin-Hardenne 6–0, 6–4                | Jelena Dokić                        | Kim Clijsters Nadia Petrova                 | Tina Pisnik Patty Schnyder Elena Bovina Vera Zvonarëva                   |
| 13 ottobre | Open di Zurigo 2003 Zurigo, Svizzera Cemento Singolare - Doppio                                   | Tier I    | Kim Clijsters Ai Sugiyama 7–6(3), 6–2          | Virginia Ruano Pascual Paola Suárez | Kim Clijsters Nadia Petrova                 | Tina Pisnik Patty Schnyder Elena Bovina Vera Zvonarëva                   |
| 20 ottobre | Generali Ladies Linz 2003 Linz, Austria Cemento (indoor) Singolare - Doppio                       | Tier II   | Ai Sugiyama 7–5, 6–4                           | Nadia Petrova                       | Patty Schnyder Vera Zvonarëva               | Anastasija Myskina Paola Suárez Anna Smashnova Jelena Dokić              |
| 20 ottobre | Generali Ladies Linz 2003 Linz, Austria Cemento (indoor) Singolare - Doppio                       | Tier II   | Liezel Huber Ai Sugiyama 6–1, 7–6(6)           | Marion Bartoli Silvia Farina Elia   | Patty Schnyder Vera Zvonarëva               | Anastasija Myskina Paola Suárez Anna Smashnova Jelena Dokić              |
| 20 ottobre | Fortis Championships Luxembourg 2003 Lussemburgo, Lussemburgo Cemento (indoor) Singolare - Doppio | Tier III  | Kim Clijsters 6–2, 7–5                         | Chanda Rubin                        | Marija Šarapova Marlene Weingärtner         | Émilie Loit Anca Barna Eléni Daniilídou Alicia Molik                     |
| 20 ottobre | Fortis Championships Luxembourg 2003 Lussemburgo, Lussemburgo Cemento (indoor) Singolare - Doppio | Tier III  | Marija Šarapova Tamarine Tanasugarn 6–1, 6–4   | Olena Tatarkova Marlene Weingärtner | Marija Šarapova Marlene Weingärtner         | Émilie Loit Anca Barna Eléni Daniilídou Alicia Molik                     |
| 27 ottobre | Advanta Championships Philadelphia 2003 Filadelfia, USA Cemento indoor Singolare - Doppio         | Tier II   | Amélie Mauresmo 5–7, 6–0, 6–2                  | Anastasija Myskina                  | Nadia Petrova Ai Sugiyama                   | Marlene Weingärtner Chanda Rubin Meghann Shaughnessy Lisa Raymond        |
| 27 ottobre | Advanta Championships Philadelphia 2003 Filadelfia, USA Cemento indoor Singolare - Doppio         | Tier II   | Martina Navrátilová Lisa Raymond 6–3, 6–4      | Cara Black Rennae Stubbs            | Nadia Petrova Ai Sugiyama                   | Marlene Weingärtner Chanda Rubin Meghann Shaughnessy Lisa Raymond        |
| 27 ottobre | Bell Challenge 2003 Québec, Canada Cemento (indoor) Singolare - Doppio                            | Tier III  | Marija Šarapova 6–2 rit.                       | Milagros Sequera                    | Mary Pierce Laura Granville                 | Ľubomíra Kurhajcová Marion Bartoli Zheng Jie Alina Židkova               |
| 27 ottobre | Bell Challenge 2003 Québec, Canada Cemento (indoor) Singolare - Doppio                            | Tier III  | Li Ting Sun Tiantian 6–3, 6–3                  | Els Callens Meilen Tu               | Mary Pierce Laura Granville                 | Ľubomíra Kurhajcová Marion Bartoli Zheng Jie Alina Židkova               |

## Novembre
| Settimana  | Torneo                                                                   | Categoria                                         | Vincitrici                    | Finaliste                        | Semifinaliste                            | Eliminate ai quarti                                              |
| ---------- | ------------------------------------------------------------------------ | ------------------------------------------------- | ----------------------------- | -------------------------------- | ---------------------------------------- | ---------------------------------------------------------------- |
| 3 novembre | WTA Tour Championships 2003 Los Angeles, USA Cemento Singolare - Doppio  |                                                   | Kim Clijsters 6–2, 6–0        | Amélie Mauresmo                  | Jennifer Capriati Justine Henin-Hardenne | Chanda Rubin Elena Dement'eva Anastasija Myskina Ai Sugiyama     |
| 3 novembre | WTA Tour Championships 2003 Los Angeles, USA Cemento Singolare - Doppio  | Virginia Ruano Pascual Paola Suárez 6–4, 3–6, 6–3 | Kim Clijsters Ai Sugiyama     |                                  | Jennifer Capriati Justine Henin-Hardenne | Chanda Rubin Elena Dement'eva Anastasija Myskina Ai Sugiyama     |
| 3 novembre | Pattaya Women's Open 2003 Pattaya, Thailandia Cemento Singolare - Doppio | Tier V                                            | Henrieta Nagyová 6–4, 6–2     | Ľubomíra Kurhajcová              | Tamarine Tanasugarn Anca Barna           | Anastasija Rodionova Olena Tatarkova Jelena Kostanić Saori Obata |
| 3 novembre | Pattaya Women's Open 2003 Pattaya, Thailandia Cemento Singolare - Doppio | Tier V                                            | Li Ting Sun Tiantian 6–4, 6–3 | Wynne Prakusya Angelique Widjaja | Tamarine Tanasugarn Anca Barna           | Anastasija Rodionova Olena Tatarkova Jelena Kostanić Saori Obata |

## Dicembre
Nessun evento

## Ranking a fine anno
Nelle due tabelle sono presenti le prime venti tenniste di entrambe le specialità a fine stagione.

### Singolare
| #   | Giocatrice                | Punti | Rank. 2002 | /       |
| 1.  | Justine Henin (BEL)       | 6.628 | 5          | 4       |
| 2.  | Kim Clijsters (BEL)       | 6.553 | 4          | 2       |
| 3.  | Serena Williams (USA)     | 3.916 | 1          | 2       |
| 4.  | Amélie Mauresmo (FRA)     | 3.194 | 6          | 2       |
| 5.  | Lindsay Davenport (USA)   | 2.990 | 12         | 7       |
| 6.  | Jennifer Capriati (USA)   | 2.766 | 3          | 3       |
| 7.  | Anastasia Myskina (RUS)   | 2.581 | 11         | 4       |
| 8.  | Elena Dement'eva (RUS)    | 2.383 | 19         | 11      |
| 9.  | Chanda Rubin (USA)        | 2.328 | 13         | 4       |
| 10. | Ai Sugiyama (JPN)         | 2.235 | 24         | 14      |
| 11. | Venus Williams (USA)      | 2.211 | 2          | 9       |
| 12. | Nadia Petrova (RUS)       | 1.994 | 111        | 99      |
| 13. | Vera Zvonarëva (RUS)      | 1.808 | 45         | 32      |
| 14. | Paola Suárez (ARG)        | 1.526 | 27         | 13      |
| 15. | Jelena Dokić (YUG)        | 1.405 | 9          | 6       |
| 16. | Anna Smashnova (ISR)      | 1.353 | 16         | Stabile |
| 17. | Meghann Shaughnessy (USA) | 1.350 | 30         | 30      |
| 18. | Conchita Martínez (ESP)   | 1.316 | 34         | 16      |
| 19. | Daniela Hantuchová (SVK)  | 1.271 | 8          | 11      |
| 20. | Francesca Schiavone (ITA) | 1.265 | 41         | 21      |

#### Numero 1 del ranking
| Detentrici            | Data inizio    | Data fine      |
| --------------------- | -------------- | -------------- |
| Serena Williams (USA) | Fine Tour 2002 | 10 agosto 2003 |
| Kim Clijsters (BEL)   | 11 agosto      | 19 ottobre     |
| Justine Henin (BEL)   | 20 ottobre     | 26 ottobre     |
| Kim Clijsters (BEL)   | 27 ottobre     | 9 novembre     |
| Justine Henin (BEL)   | 10 novembre    | Fine Tour 2003 |